# 팀 디케이
팀 디케이(Tim DeKay, 1963년 6월 12일 ~ )는 미국의 배우이다.

## 출연 작품

### 텔레비전
- 해저 군단 (1995-96)
- 다니엘 스틸 - 연인의 반지 (1996, The Ring)
- 사인펠드 (1996)
- 천사의 손길 (1997)
- 닥터 슬론 (1997)
- 파티 오브 파이브 (1997-99)
- 더 프랙티스 (1999)
- 프리텐더 제로드 (1999)
- 제시카의 추리극장 (2001)
- 앨리 맥빌 (2002)
- 프렌즈 (2002)
- 말콤네 좀 말려줘 (2002)
- 에버우드 (2002-03)
- 카니발 (2003-05)
- 위드아웃 어 트레이스 (2004)
- CSI: 과학수사대 (2005)
- 마이 네임 이즈 얼 (2006)
- 스탠드 오프 (2006)
- 콜드 케이스 (2006)
- 히든 팜스 (2007)
- 넘버스 (2007)
- The 4400 (2007)
- CSI: 마이애미 (2008)
- 스크럽스 (2009)
- 화이트 칼라 (2009-14)
- 특수범죄 전담반 (2011)
- 척 (2011)
- 핫 인 클리블랜드 (2012)
- 바디 오브 프루프 (2013)
- 리벤지 (2014)
- 에이전트 오브 쉴드 (2014)
- 세컨드 찬스 (2016)
- 루시퍼 (2017)
- 아메리칸 크라임 (2017)
- 볼러스 (2018)
- 더 익스팬스 (2020)
- FBI: 모스트 원티드 (2021)
- 1923 (2022-23)
- 로앤오더 (2023)

### 영화
- 펜타곤 워 (1998, The Pentagon Wars)
- 덤 앤 더머 서부시대로 가다 (1998)
- 버디 보이 (1999, Buddy Boy)
- 빅 에덴 (2000, Big Eden)
- 크로우: 구원의 손길 (2000)
- 스워드피쉬 (2001)
- 써드 휠 (2002)
- 콘트롤 (2004)
- 첨스크러버 (2005, The Chumscrubber)
- 평화로운 전사 (2006)
- The Far Side of Jericho (2006)
- Randy and the Mob (2007)
- The Russell Girl (2008)
- 겟 스마트 (2008)
- Political Disasters (2009)